# Il parco dei sogni
Il parco dei sogni è il primo album della cantante italiana Francesca Chiara, pubblicato nel 1999.
L'album è un concept album e parla dell'incontro, nel futuro, in un dopoguerra, di 3 ragazzine con una signora anziana in un quartiere degradato. La signora racconterà di come proprio lì dietro esisteva, quando lei era giovane, un parco frequentato da ragazzi e ragazze pieni di sogni ma non con tutti la vita è stata generosa e tantomeno facile.
L'album contiene il brano Ti amo che strano, che si classificò all'ottavo posto al Festival di Sanremo 1999 nella categoria Giovani.

## Tracce
1. Strano mondo
2. Voglio
3. Streghe
4. Ti amo che strano
5. Butterfly
6. Edera
7. Guarda in su
8. Neve
9. Luca
10. Usherette
11. L'onda